# Райхенав
Райхенав (словен. Rajhenav) — поселення в общині Кочев'є, регіон Південно-Східна Словенія, Словенія. Висота над рівнем моря: 662,9 м.